# 東急グルメフロント
株式会社東急グルメフロント（とうきゅうグルメフロント、Tokyu gourmet front co.,Ltd.）は東急グループの外食企業。

## 概要
自社のブランドである立ち食いそば店「しぶそば」の運営の他、ケンタッキー・フライド・チキン、タリーズコーヒー、ドトールコーヒーのフランチャイジーとして主に東急電鉄の駅ナカに展開している 他、2019年8月には東急ファシリティサービスから社員食堂などの給食事業を事業承継している。

## 沿革
特に注記の無い部分は 公式サイト「会社概要」の「沿革」 によった。
- 1965年（昭和40年）11月 - 財団法人東急弘潤会の食堂部門を分離独立し、株式会社東弘二葉（とうこうによう）を設立。
- 1980年（昭和55年）4月 - 「しぶそば」の前身となる「そば処二葉」を開業。
- 2003年（平成15年）4月 - 東弘二葉が株式会社東急ジョイガーデンを吸収合併、株式会社東急グルメフロントに社名変更。
- 2019年（令和元年）8月 - 東急ファシリティサービス株式会社より給食事業の一部を承継。
- 2020年（令和2年）9月 - 再開発に伴い、渋谷駅の本家しぶそばを閉店[4]。
- 2022年（令和4年）4月 - 株式会社インターナショナルレストランサービスを吸収合併。

## 展開しているブランド

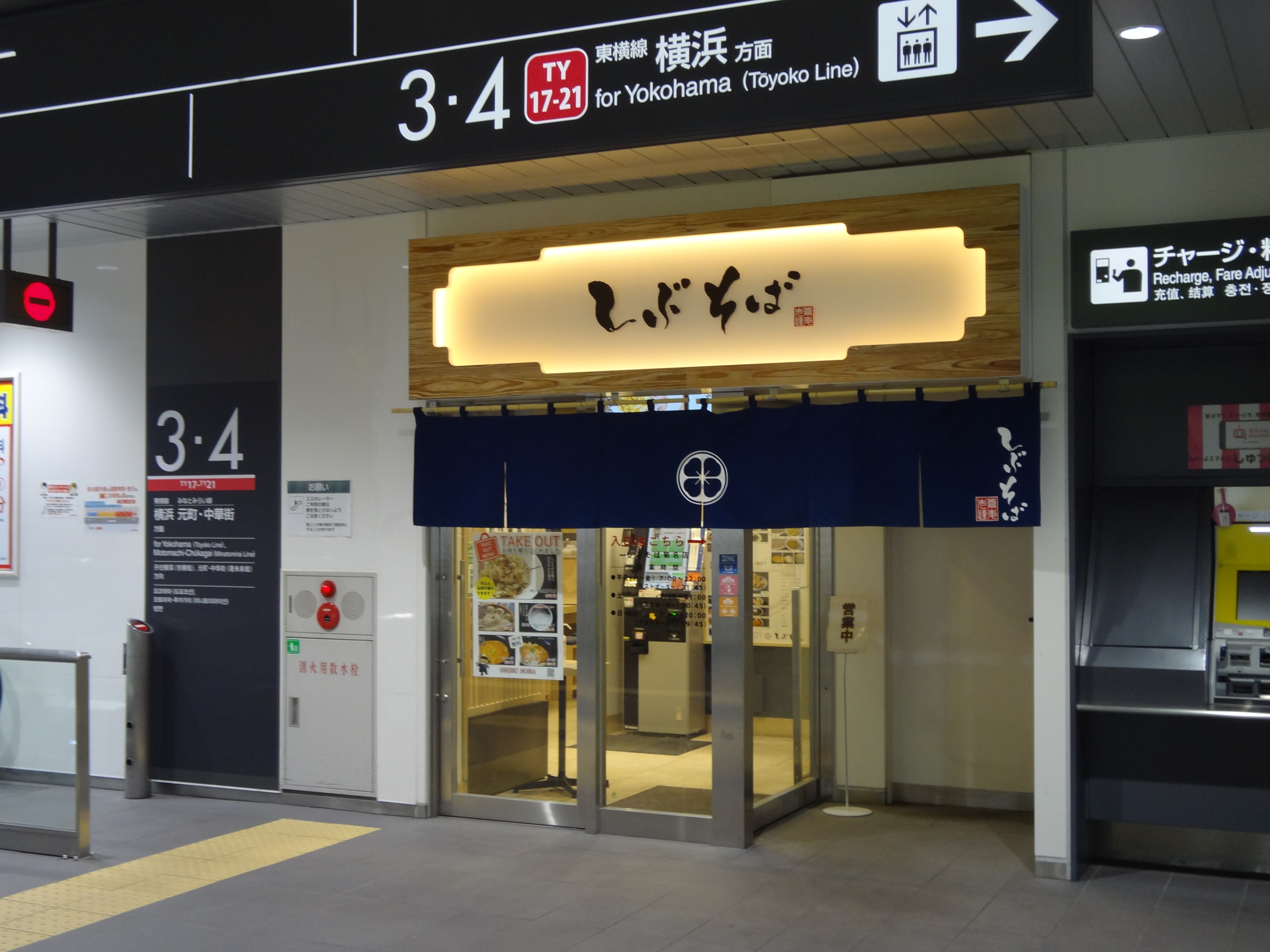
しぶそば菊名店

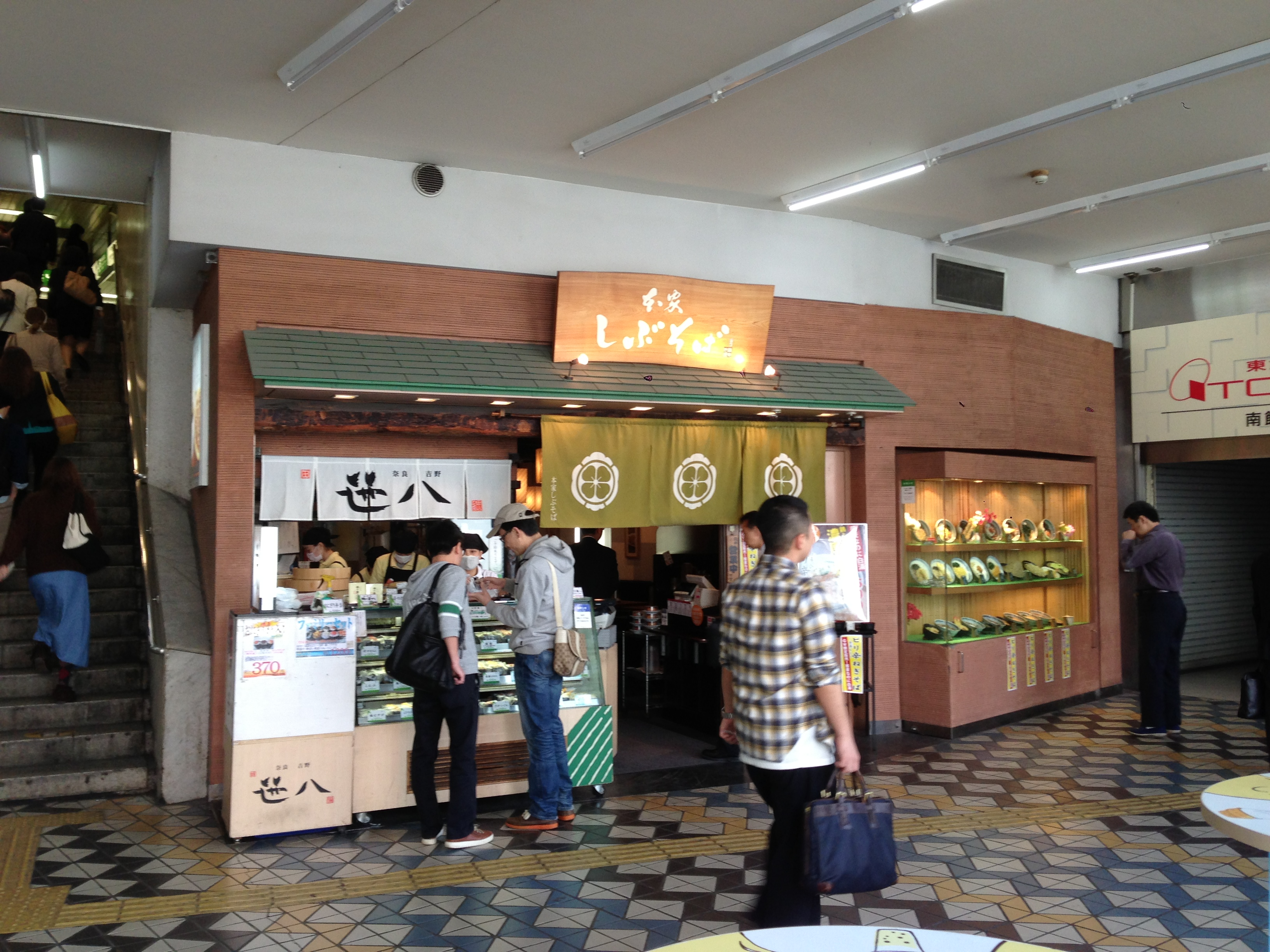
渋谷駅構内にあった「本家しぶそば」（2020年閉店）

詳細は、公式サイトの 店舗紹介 を参照のこと。
フランチャイジーとして展開しているものも含む
- しぶそば - 自社ブランドの立ち食いそば店
- 海老福 - 自社ブランドの天ぷら・そば・丼ぶり店
- NICOTAMA DAYS CAFE
- TWG Tea - シンガポール発祥の高級茶店
- ケンタッキー・フライド・チキン
- ドトールコーヒーショップ
- タリーズコーヒー
- スープストックトーキョー
- リトルマーメイド
- デニッシュバー
- ヴィ・ド・フランス
- ミスタードーナツ
- さっぽろラーメン 満龍 - 東急バスより承継
- 銀のあん
- 長津田フードモール
- 給食事業（東急元住吉社員食堂ほか[5]）
- 焼肉ライク